# L'Œuvre Léger
 (juillet 2017).
Si vous disposez d'ouvrages ou d'articles de référence ou si vous connaissez des sites web de qualité traitant du thème abordé ici, merci de compléter l'article en donnant les références utiles à sa vérifiabilité et en les liant à la section « Notes et références ».
L’Œuvre Léger (devenue depuis 2019 Mission inclusion) est un organisme sans but lucratif qui soutient au Québec comme à l’international, des actions humanitaires pour des personnes vulnérables ou marginalisées.
L'organisme a été fondé par le cardinal Paul-Émile Léger et son frère Jules Léger en 1981.

## Historique
Bien que la fondation ait été officialisée en 1981, les œuvres du Cardinal Paul-Émile Léger pour les plus démunis ont commencé bien avant.
En 1948, il crée La Croix d’or pour venir en aide aux victimes de la Seconde Guerre mondiale en Europe. Elle a pour but d’aider les enfants dans le besoin à travers le monde, grâce à des programmes de santé, de formation et d’alphabétisation.
En 1962,  lors d’une de ses missions au Cameroun, Paul-Émile Léger fonde L’Institut Cardinal Léger pour la santé. Son objectif est de promouvoir la santé et lutter contre des maladies telles que la lèpre, la malaria, la tuberculose, le tétanos, la polio et le sida.
En 1969 est créée une nouvelle filiale, Le Cardinal Léger et ses œuvres, qui vise à réduire la pauvreté en favorisant l’appropriation du développement durable par les communautés partout dans le monde.
Le 18 décembre 1981, une loi spéciale du Parlement canadien permet la création de la Fondation Jules et Paul-Émile Léger. Ce geste exceptionnel rend hommage à deux grands humanistes : Paul-Émile Léger, cardinal archevêque de Montréal, et son frère Jules Léger, ambassadeur du Canada à l’étranger (1953-1964) et Gouverneur général du Canada (1974-1979). 
En 1983, le travail de fondation débute au Québec avec une première œuvre locale, Partenaires contre la violence et la faim. En appuyant des organismes qui soutiennent les familles dans le besoin, cette œuvre veut remédier aux problèmes de la faim, de la pauvreté et de la violence familiale qui affectent principalement les femmes et les enfants au Québec.
En 1985, la Fondation Jules et Paul-Émile Léger pourra commencer à concevoir, produire et distribuer des imprimés de toutes sortes grâce à la société filiale Les Éditions des partenaires.
En 1986, la filiale Secours aux aînés est créée  afin de répondre aux besoins des aînés les plus démunis et les plus isolés. Cette même année, on crée aussi Partenaires du monde, qui cherche à initier des projets en partenariat avec d’autres fondations ou d’autres sociétés, dans une perspective de développement durable des populations visées par ces partenariats, autant au Québec qu’à l’international.
Fondée en 1992, Recours des sans-abri est la seule œuvre qui fût créée après la mort de Paul-Émile Léger. Elle soutient les personnes sans-abri ou itinérantes incapables momentanément de prendre en main la responsabilité de leur vie.
En 2008, on célèbre les 60 ans d’actions initiées par le Cardinal Léger en 1948. À cette occasion, la Fondation Jules et Paul-Émilie Léger et les œuvres qu’elle chapeaute décident d’unifier leur nom et de devenir L'Œuvre Léger.

## Actions au Québec
Présente dans 14 régions du Québec, L'Œuvre Léger finance des organismes communautaires qui travaillent avec les personnes les plus démunies et les plus marginalisées afin qu’elles retrouvent leur dignité. 
Grâce à deux volets distincts, soit la sécurité alimentaire et l’inclusion sociale, les actions de L'Œuvre Léger viennent en aide autant aux jeunes de la rue, qu’aux familles vulnérables, qu’aux aînés vivant dans l’isolement.
Entre autres organismes que L'Œuvre Léger a aidé depuis ses débuts, on retrouve L’Itinéraire, Médecins du Monde Canada, La Tablée des Chefs, Pour 3 points, et plus encore.

## Actions à l'international
Depuis presque 70 ans,  L'Œuvre Léger travaille en développement international, appuyant des initiatives en faveur de la dignité de l’inclusion sociale des personnes vulnérables et marginalisées.  
Présente dans 11 pays en Amérique latine, en Afrique et en Asie, L'Œuvre Léger a créé des partenariats avec des organisations expérimentées dans chacune des communautés locales où elle travaille. 
Les actions menées sont faites en fonction d’offrir un environnement économiquement stable et sécuritaire, d’assurer la sécurité alimentaire des communautés et l’inclusion sociale de tous et de toutes.
L'Œuvre Léger réalise également des projets d’aide humanitaire de première et de seconde urgence, là où les désastres naturels frappent les populations les plus vulnérables qui souffrent des effets des changements climatiques.